# 13028 Klaustschira
13028 Klaustschira (1989 GQ6) là một tiểu hành tinh vành đai chính được phát hiện ngày 5 tháng 4 năm 1989 bởi M. Geffert ở Đài thiên văn Nam Âu.